# ایزابل هریسون
ایزابل هریسون (انگلیسی: Isabelle Harrison؛ زادهٔ ۲۷ سپتامبر ۱۹۹۳) بازیکن بسکتبال اهل ایالات متحده آمریکا است.